# Інтерферометрична видимість
Інтерферометрична видимість — міра контрасту інтерференції в системі, в якій відбувається суперпозиція хвиль. Приклади включають оптику, квантову механіку, водні хвилі, звукові хвилі або електричні сигнали. Видимість визначається як відношення амплітуди інтерференційної картини до суми потужностей окремих хвиль. Інтерферометрична видимість дає практичний спосіб вимірювання когерентності двох хвиль (або однієї хвилі з самою собою). Теоретичне визначення когерентності дається ступенем когерентності з використанням поняття кореляції.

## Видимість в оптиці

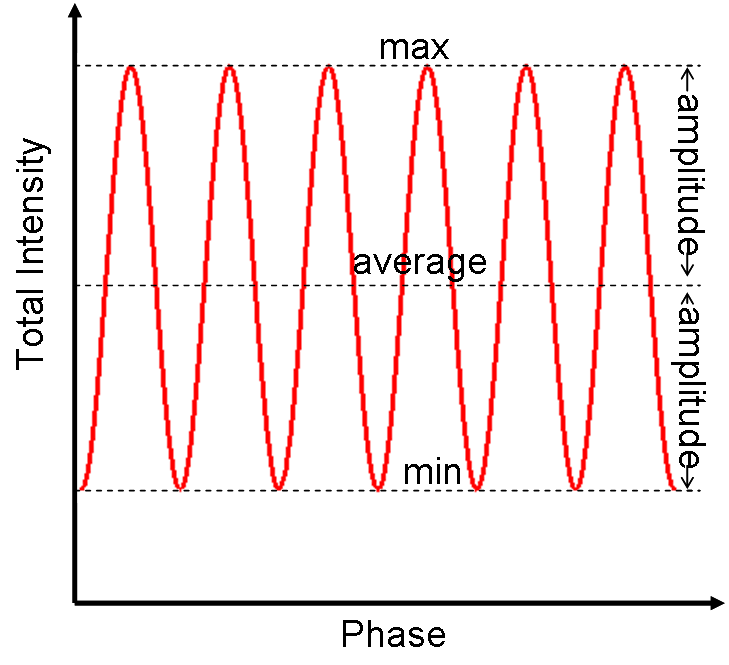
Видимість в інтерферометрі Маха-Цендера є сталою.

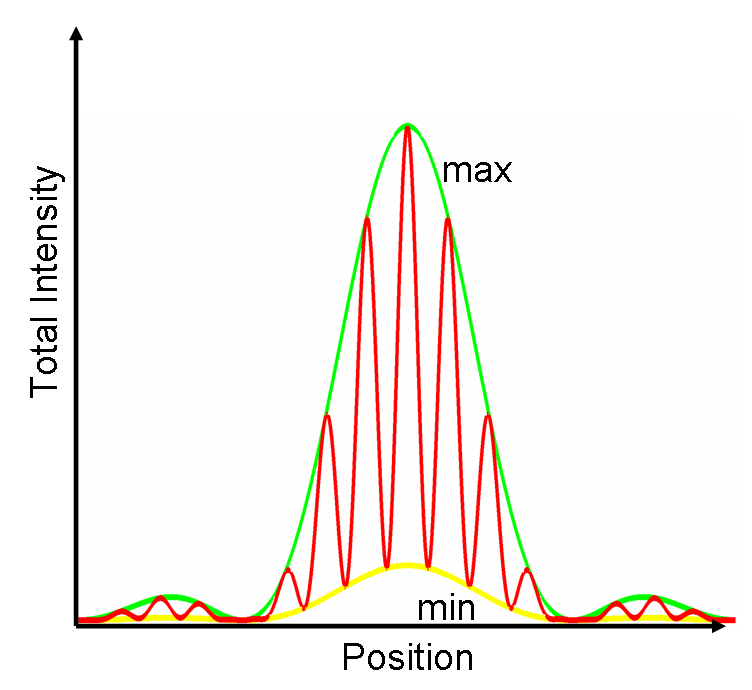
Видимість у цій двощілинній інтерференції максимальна (80 %) у центрі.

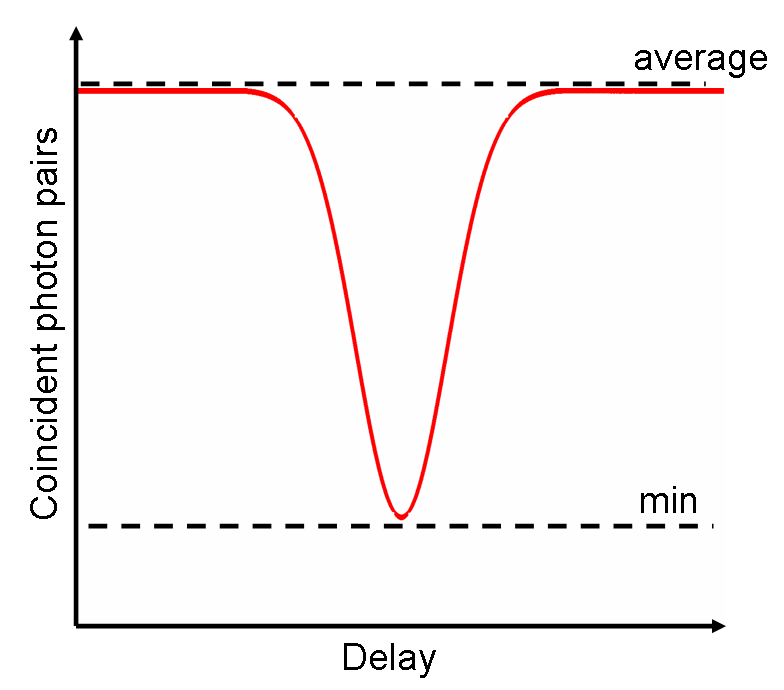
Видимість в інтерференції Хонга–Оу–Мендела. При великих затримках фотони не інтерферують. При нульових затримках виявлення співпадаючих пар фотонів пригнічується.

В лінійних оптичних інтерферометрах, таких як інтерферометр Маха–Цендера, інтерферометр Майкельсона або інтерферометр Саньяка, інтерференція проявляється як коливання інтенсивності в часі або просторі і вигляді певних інтерференційних смуг. За цих обставин інтерферометрична видимість також відома як «видимість Майкельсона» або «видимість смуги». Для цього типу інтерференції сума інтенсивностей двох інтерферуючих хвиль дорівнює середній інтенсивності в даній часовій або просторовій області. Видимість записується так:
{\displaystyle \nu =A/{\bar {I}},}
через амплітуду обвідної осцилюючої інтенсивності та середню інтенсивність:
{\displaystyle A=(I_{\max }-I_{\min })/2,}
{\displaystyle {\bar {I}}=(I_{\max }+I_{\min })/2.}
Отже, це можна переписати так:
{\displaystyle \nu ={\frac {I_{\max }-I_{\min }}{I_{\max }+I_{\min }}},}
де Imax — максимальна інтенсивність, а Imin — мінімальна інтенсивність в інтерференційниї смугах.
Якщо два оптичних поля є ідеально монохроматичними (складаються лише з однієї довжини хвилі) точковими джерелами однакової поляризації, то
{\displaystyle I_{max}=I_{1}+I_{2}+2*{\sqrt {I_{1}*I_{2}}}*|\gamma |,}
{\displaystyle I_{min}=I_{1}+I_{2}-2*{\sqrt {I_{1}*I_{2}}}*|\gamma |,}
де {\displaystyle I_{1}} і {\displaystyle I_{2}} вказують інтенсивності двох інтерферуючих хвиль, а {\displaystyle \gamma } вказує на різницю фаз між хвилями. Тоді видимість набуває вигляду
{\displaystyle \nu ={\frac {2{\sqrt {I_{1}I_{2}}}|\gamma |}{I_{1}+I_{2}}},}
Будь-яка розбієність між оптичними полями двох джерел зменшить видимість у порівнянні з ідеальною. У цьому сенсі видимість є мірою когерентності між двома оптичними полями. Вона безпосередньо пов'язана зі ступенем когерентності.

## Видимість у квантовій механіці
Оскільки рівняння Шредінгера є хвильовим рівнянням, і всі об'єкти можна вважати хвилями в квантовій механіці, інтерференція в квантовій механіці дужк поширена. Наприклад, конденсати Бозе-Ейнштейна можуть демонструвати інтерференційні смуги. Атомні популяції демонструють інтерфіеренцію в інтерферометрі Рамсі. Фотони, атоми, електрони, нейтрони та молекули виявляють інтерференцію в двощілинних інтерферометрах.